# Коприна
Коприната (остар. свила) е белтъчно (протеиново) влакно, добивано от пашкула на копринената буба.

## История
Коприната е създадена в Китай, като произходът ѝ се датира около 3-то хилядолетие пр. Хр. Била е важна търговска стока, с която е извършван търговски обмен с Европа. Днес важните производители на естествена коприна са Китай, Япония и Индия.
Изкуствената коприна е произведена за първи път в края на 19 век.
Всичко започва преди 4000 години в Китай. Коприната била търгувана срещу различни други стоки и става толкова търсена, че Китай започва да изпраща редовно кервани с топове плат чак до Средиземноморието. В древния Рим заменяли прекрасния плат направо за злато. Маршрутът на керваните по-късно е наречен Път на коприната и се използва активно до към 15 век, когато е открит морски път до Азия.
В Китай копринените платове били предназначени за знатните съсловия, а развъждането на копринените буби се пазело в тайна и изнасянето им извън пределите на империята се наказвало със смърт. Все пак се намерили двама души, които по заповед на византийския император Юстиниан заминали за Китай и успели да скрият и изнесат ларви на копринени буби, а също и семена на черница. Така в Константинопол около 550 г. се заели да произвеждат безценната материя, само и само да не плащат за вноса ѝ.

## Получаване
Естествената коприна се получава от пашкула, който обвива ларвата на черничевата копринена пеперуда. Копринената гъсеница създава пашкула с въртеливи движения, като една копринена нишка може да достигне дължина няколко хиляди метра. Готовите пашкули се сваряват, след което става възможно да бъдат размотани копринените нишки. Получената копринена прежда се използва за тъкане на платове, за бродерия и украса и тъй като влакното е много здраво, копринената материя има дълъг живот. Мекото сияние на копринения плат се дължи на формата на нишката – триъгълна призма, която отразява светлината под различен ъгъл.
Съществуват и тъй наречените диви коприни – те се произвеждат от ларвите на други насекоми, а не на копринена пеперуда. Текстурата на тези коприни е по-различна и те не са така ценни.